# Canton de Lavaur
Le canton de Lavaur est un ancien canton français situé dans le département du Tarn.

## Géographie
Ce canton était organisé autour de Lavaur dans l'arrondissement de Castres. Son altitude variait de 95 m (Giroussens) à 301 m (Marzens) pour une altitude moyenne de 181 m.

## Communes
Le canton de Lavaur comprenait 11 communes et comptait 26 522 habitants (population municipale) au 1er janvier 2010.
| Nom                     | Code Insee | Intercommunalité                  | Superficie (km2) | Population (dernière pop. légale) | Densité (hab./km2) |
| ----------------------- | ---------- | --------------------------------- | ---------------- | --------------------------------- | ------------------ |
| Lavaur (chef-lieu)      | 81140      | CC Tarn-Agout                     | 62,83            | 10 592 (2014)                     | 169                |
| Ambres                  | 81011      | CC Tarn-Agout                     | 19,11            | 973 (2014)                        | 51                 |
| Bannières               | 81022      | CC Tarn-Agout                     | 7,31             | 210 (2014)                        | 29                 |
| Belcastel               | 81025      | CC Tarn-Agout                     | 10,81            | 214 (2014)                        | 20                 |
| Garrigues               | 81102      | CC Tarn-Agout                     | 10,51            | 271 (2014)                        | 26                 |
| Giroussens              | 81104      | CA Gaillac Graulhet Agglomération | 41,67            | 1 479 (2014)                      | 35                 |
| Labastide-Saint-Georges | 81116      | CC Tarn-Agout                     | 6,23             | 1 922 (2014)                      | 309                |
| Lacougotte-Cadoul       | 81126      | CC Tarn-Agout                     | 8,81             | 170 (2014)                        | 19                 |
| Lugan                   | 81150      | CC Tarn-Agout                     | 10,13            | 391 (2014)                        | 39                 |
| Marzens                 | 81157      | CC Tarn-Agout                     | 11,26            | 277 (2014)                        | 25                 |
| Montcabrier             | 81173      | CC Tarn-Agout                     | 5,43             | 273 (2014)                        | 50                 |
| Saint-Agnan             | 81236      | CC Tarn-Agout                     | 6,88             | 234 (2014)                        | 34                 |
| Saint-Jean-de-Rives     | 81255      | CC Tarn-Agout                     | 6,02             | 464 (2014)                        | 77                 |
| Saint-Lieux-lès-Lavaur  | 81261      | CC Tarn-Agout                     | 9,54             | 988 (2014)                        | 104                |
| Saint-Sulpice-la-Pointe | 81271      | CC Tarn-Agout                     | 23,99            | 8 642 (2014)                      | 360                |
| Teulat                  | 81298      | CC Tarn-Agout                     | 10,07            | 486 (2014)                        | 48                 |
| Veilhes                 | 81310      | CC Tarn-Agout                     | 5,59             | 117 (2014)                        | 21                 |
| Villeneuve-lès-Lavaur   | 81318      | CC Tarn-Agout                     | 6,16             | 150 (2014)                        | 24                 |
| Viviers-lès-Lavaur      | 81324      | CC Tarn-Agout                     | 10,02            | 225 (2014)                        | 22                 |

## Représentation

### Conseillers généraux de 1833 à 2015
| Période | Période      | Identité                                     | Étiquette          | Qualité |
| ------- | ------------ | -------------------------------------------- | ------------------ | --- |
| 1833    | 1845         | Jean Audouy                                  |                    | Notaire, maire de Lavaur |
| 1845    | 1852         | Victor Audouy                                |                    | Général de brigade en retraite Inspecteur général du Génie Propriétaire à Saint-Lieux-lès-Lavaur                                            |
| 1852    | 1868 (décès) | Marcellin Mazas                              |                    | Propriétaire, maire de Lavaur (1852-1863)                                                                                                   |
| 1868    | 1870         | Louis Henri Jules, Baron de Séganville       |                    | Ancien officier (intendant militaire) |
| 1870    | 1871         | Louis Rossignol                              |                    | Docteur en médecine à Lavaur |
| 1871    | 1877         | Étienne de Voisins-Lavernière                | Républicain        | Propriétaire agricole Maire de Lavaur Député (1848-1849) Sénateur (1876-1898) Président du Conseil Général (1877)                           |
| 1877    | 1883         | Raymond Bernet                               | Droite             | Propriétaire à Lavaur Maire de Teulat (1870-1898)                                                                                           |
| 1883    | 1895         | Gabriel Compayré                             | Républicain        | Professeur de philosophie puis recteur d'académie Député (1881-1889)                                                                        |
| 1895    | 1901         | Charles Mazas                                | Républicain rallié | Propriétaire à Lavaur |
| 1901    | 1940         | Georges Guiraud                              | Rad.               | Médecin Maire de Lavaur (1896-1941) Député (1910-1919)                                                                                      |
|         |              |                                              |                    | |
| 1942    | 1945         | Comte Joseph Henri Bourdoncle de Saint-Salvy |                    | Ancien capitaine de vaisseau Maire de Lavaur (1941-1944) Nommé conseiller départemental en 1942                                             |
|         |              |                                              |                    | |
| 1945    | 1951         | René Bel                                     | Rad.               | Avoué Maire de Lavaur (1944-1947) |
| 1951    | 1970         | Raoul Lacouture                              | Rad.               | Industriel Maire de Lavaur (1947-1971) |
| 1970    | 1988         | Jacques Esparbié                             | MRG puis UDF       | Photographe de presse Maire de Belcastel (1965-1977) Maire de Lavaur (1977-1989)                                                            |
| 1988    | 1994         | Pierre Lozar                                 | PS                 | Principal de collège Maire de Lavaur (1989-1995)                                                                                            |
| 1994    | 2001         | Bernard Carayon                              | RPR puis UMP       | Avocat et maître de conférences à l'IEP de Paris Maire de Lavaur depuis 1995 Député (1993-1997 ; 2002-2012) Conseiller régional (1998-2002) |
| 2001    | 2015         | Joseph Dalla Riva                            | UDF puis UMP       | Professeur - Maire-adjoint de Lavaur Elu en 2015 dans le Canton de Lavaur Cocagne                                                           |

### Conseillers d'arrondissement (de 1833 à 1940)
Le canton de Lavaur avait deux conseillers d'arrondissement.
Il appartenait à l'arrondissement de Lavaur jusqu'à sa disparition en 1926.
| Période                                  | Période      | Identité                                     | Étiquette    | Qualité |
| ---------------------------------------- | ------------ | -------------------------------------------- | ------------ | --- |
| 1833                                     |              | Jean-Baptiste Bouteillé                      |              | Propriétaire à Saint-Sulpice                                                                                |
| 1833                                     |              | M. Senges                                    |              | Propriétaire à Lavaur                                                                                       |
|                                          |              |                                              |              | |
| 1848                                     |              | Anne Louis Gabriel Pontnau père              |              | Négociant, maire de Saint-Sulpice (1848-1861)                                                               |
| 1848                                     |              | Philippe Maury                               |              | Propriétaire à Lavaur                                                                                       |
|                                          |              |                                              |              | |
|                                          | 1888 (décès) | Barthélemy Germain Erasme Bernet (1822-1888) |              | Propriétaire à Teulat                                                                                       |
| 1889                                     | 1898         | Gabriel Cambefort                            | Républicain  | Notaire, adjoint au maire de Lavaur                                                                         |
| 1889                                     | 1898         | Hyacinthe Maraval                            | Conservateur | Propriétaire, adjoint au maire de Lavaur                                                                    |
| 1898                                     |              | Jean-Baptiste Charles Pontnau                | Droite       | Propriétaire, maire de Saint-Sulpice (1888-1900)                                                            |
| 1898                                     | 1899 (décès) | Charles-Marie-Armand de Ranchin (1841-1899)  | Droite       | Propriétaire, maire de Cadoul (1892-1899)                                                                   |
|                                          |              |                                              |              | |
| 1919                                     |              | Louis Iversenc (1871-1936)                   | Radical      | Médecin à Lavaur                                                                                            |
|                                          |              | M. Siguier                                   | Radical      | |
|                                          |              | M. Mercier                                   | Radical      | Maire de Teulat                                                                                             |
| 1919                                     | 1940         | Hippolyte Charles                            | Radical      | Industriel, maire de Saint-Sulpice                                                                          |
| 1938                                     | 1940         | Auguste Lombry                               | Radical      | Conseiller municipal de Lavaur                                                                              |
| 1940                                     |              |                                              |              | Les conseils d'arrondissement ont été suspendus par la loi du 12 octobre 1940 et n'ont jamais été réactivés |
| Les données manquantes sont à compléter. |              |                                              |              | |

## Démographie
| 1962   | 1968   | 1975   | 1982   | 1990   | 1999   | 2006   | 2010   | - |
| ------ | ------ | ------ | ------ | ------ | ------ | ------ | ------ | - |
| 12 951 | 15 109 | 15 982 | 16 867 | 17 935 | 19 436 | 24 735 | 26 522 | - |